# 里昂·巴里摩
里昂·巴里摩（英語：Lionel Barrymore，1878年4月28日—1954年11月15日），美國演員，曾獲得奧斯卡最佳男主角獎。

## 生平
里昂·巴里摩是家中的长子，他的父亲是一名演员，外公也是一名著名的演员。他同自己的弟弟约翰和妹妹埃塞尔一样，都不希望从事表演方面的职业。然而，受于家长的压力他们被迫从事家族职业。虽然得到了良好的私人教育，不过在他们很小的时候他们就走上了舞台。巴里摩成熟的外在超过了自己的原本的年龄，而且他演出时总是全身心地投入舞台。即便只比自己的弟弟大了4岁，他父亲在安排角色时甚至让巴里摩在剧中扮演自己亲弟弟约翰的爸爸。1911年，他在纽约拍摄了自己的第一部电影。从这部电影开始一直到1929年接拍有声电影，他一共拍摄85部默片。1926年，在同米高梅公司签订了一份合同之后，他离开纽约来到加州。最终，他在米高梅的摄影棚内差不多工作了四分之一个世纪，拍摄了超过100部影片。他还把弟弟和妹妹也带到了米高梅，兄弟两还一同出现在了《大饭店》、八点的晚餐等电影之中。他在和克拉克·盖博一起演出的电影《自由魂》中表现出色，这部影片帮助他获得了奥斯卡最佳男主角奖。同他一起出现在银幕上的女演员包括瓊·克勞馥、葛丽泰·嘉宝、瑙玛·希拉等人。
在演绎生涯之外，里昂·巴里摩喜欢画画与雕刻。1954年因心脏病去世后，里昂·巴里摩同自己的第二任妻子埋在了一起。

## 演出
- 《自由魂》（A Free Soul）